# Коларово (област Стара Загора)
Вижте пояснителната страница за други значения на Коларово.
Коларово е село в Южна България. То се намира в община Раднево, област Стара Загора.

## География
Село Коларово е разположено в Горнотракийската низина между реките Сазлийка и Азмака. Надморска височина 150 метра. Около 1000 постоянни жители. Намира се на 23 км от общинския център Раднево, на 13 км от областния център Стара Загора и на 230 км от столицата София. До селото има редовен автобусен транспорт – линия №23 от Стара Загора, както и от автогари Стара Загора и Раднево.

## История
Селото е създадено около 1650 – 1660 година на мястото на турски чифлик. Носи името Арабаджиево до Освобождението. Населението му е основно християнско.
Родно място на поп Минчо Кънчев, революционер, съратник на Васил Левски, учител и свещеник, автор на книгата „Видрица“, Диарбекирски заточеник. Роден през 1836 година, починал в 1904 година в родното си село. Една от иконите на българското Възраждане и движението за национална независимост.

## Културни и природни забележителности
В землището на селото се намира местността Трите могили, вековна гора, плаж на река Сазлиийка. Автентичен фолклорен състав, носител на награди от съборите в Копривщица, пази традициите и фолклорното наследство на региона.
Църквата е построена през 1854 г., училището е основано в 1856 г. В селото има читалище, кметство, поща, здравна служба, ветеринарна служба, детска градина, аптека, стадион, магазини, заведения и др.

## Редовни събития
Събор на 21 октомври.

## Личности
Тук е роден поетът и бивш локомотивен машинист Минчо Мънчев Минчев, член на Съюза на българските писатели, издател и главен редактор на в. „Нова зора“, който излиза от 1996 г., и председател на ПП „Нова зора“, основана през март 2006 г. Нова зора.